# Ariobarzanes I del Pont
Ariobarzanes I (en grec antic Ἀριοβαρζάνης) va ser sàtrapa persa del Pont cap a l'any 440 aC fins potser el 410 aC. Era també governador de la ciutat de Cios, a Mísia.
Va ser un dels primers membres de la dinastia Mitridàtica, reis del Pont. És possible que fos el mateix que va conduir als ambaixadors atenencs a Mísia l'any 405 aC, després d'haver estat tres anys detinguts per Cir el jove; també podria ser el que va ajudar a Antàlcides, el polític i diplomàtic espartà l'any 388 aC, segons diu Xenofont.